# Atsushi Yanagisawa
Atsushi Yanagisawa (n. 27 mai 1977) este un fost fotbalist japonez.

## Statistici
| Japonia | Japonia | Japonia |
| An      | Meciuri | Goluri  |
| ------- | ------- | ------- |
| 1998    | 2       | 0       |
| 1999    | 4       | 0       |
| 2000    | 10      | 4       |
| 2001    | 6       | 5       |
| 2002    | 9       | 0       |
| 2003    | 5       | 2       |
| 2004    | 8       | 2       |
| 2005    | 10      | 4       |
| 2006    | 4       | 0       |
| Total   | 58      | 17      |